# Nguyễn Hồng Minh
Nguyễn Hồng Minh nguyên là vụ trưởng Vụ thể thao thành tích cao, nguyên tổng thư ký của Liên đoàn Liên đoàn Thể dục Việt Nam, Ông nguyên là trưởng đoàn thể thao Việt Nam tại các kỳ Olympic, Asian Games, SEA Games.
Có rất ít những thông tin về tiểu sử của ông Nguyễn Hồng Minh được đăng tải trên các phương tiện thông tin đại chúng. Theo ghi nhận từ nhiều bài viết và phỏng vấn của ông trên các báo đài về thể thao Việt Nam, ông sinh năm 1947 tại Hà Nội.
Ông có thâm niên công tác hơn 40 năm trong ngành thể thao với nhiều vai trò và vị trí khác nhau. Ông là một người đầy tâm huyết và có nhiều đóng góp quan trọng cho ngành thể thao Việt Nam
Ngày 01 tháng 02 năm 2007, Ông thôi các công việc tại Ủy ban thể dục thể thao, nghỉ hưu theo quy định của chính phủ. Tuy đã nghỉ hưu, nhưng ông vẫn được các cơ quan thông tấn báo chí mời bình luận, tham khảo ý kiến và phát biểu về nhiều lĩnh vực của thể thao Việt Nam.

## Đóng góp trong ngành thể thao
Ông Nguyễn Hồng Minh là người có nhiều năm gắn bó với công tác hoạch định và tham mưu các đề án phát triển thể thao của Việt Nam . Khi được lãnh đạo Ủy ban thể dục thể thao giao làm trưởng đoàn thể thao Việt Nam tham dự các đại hội quốc tế, ông đã hoạch định công việc cho các bộ môn và đội tuyển rất rõ ràng. Những môn thể thao nào có thể tiếp cận được với thành tích châu Á, ông đầy mạnh đầu tư chăm lo chính. Có đôi lúc ông phải chấp nhận với kế sách "đi tắt đón đầu". Môn nào giữ vững được vị trí ở SEA Games thì gấp rút chấn chỉnh, đầu tư xây dựng lực lượng vận động viên để đạt thành tích tốt khi tranh tài.

## Quan điểm
- "Ông cũng không đồng tình quan điểm rằng vì được tài trợ, vì có hậu thuẫn nên cần phải cho các đội tuyển không có khả năng tranh chấp ngôi thứ đi ASIAD. Ông từng ví von rằng điều đó giống như một cậu học trò lớp 3 chưa thi xong tiểu học đã đòi bước chân vào đại học và dĩ nhiên chẳng thu hoạch được gì ngoài một chuyến đi tham quan cho biết đó biết đây!..." - Trích Báo Thanh Niên
- "Xã hội hóa và chuyển giao các hoạt động tác nghiệp cho các Liên đoàn và Hiệp hội này không phải là giảm trách nhiệm, giảm đầu tư của nhà nước đối với Thể dục thể thao mà chính là nhà nước tăng cường đầu tư có trọng tâm, trọng điểm cho thể thao. Việc chuyển giao này kết hợp với quá trình kiện toàn sắp xếp lại bộ máy, chức năng, nhiệm vụ và đổi mới phương thức hoạt động của các tổ chức xã hội." - Trích Thông Tấn Xã Việt Nam.[6]
- "Trước đây, vào thời điểm ngành Thể thao xây dựng đề án đăng cai ASIAD 2019, ông Minh là một trong những người đã có những phản biện về kế hoạch xin đăng cai ASIAD của Việt Nam ở thời điểm hiện tại, trong đó ông đề xuất lùi thêm một số năm để nền kinh tế phục hồi giúp Việt Nam có thể chuẩn bị tốt nhất cho việc đăng cai sự kiện thể thao lớn." - Trích Việt Báo.[7]

## Đánh giá
- "Với thể thao Việt Nam nói chung và với làng báo thể thao nói riêng, ông Nguyễn Hồng Minh được coi là người mát tay. Mát tay từ việc quản lý đâu ra đó và điều hành rất tuyệt vời làm cho guồng máy chạy đều và ít xảy ra những chuyện lấn cấn trong nội tình các đội tuyển thể thao. Ông cũng mát tay ở chỗ làm trưởng đoàn thể thao Việt Nam cầm quân đi đến đâu thì chiến tích nhiều đến đó và thường có những dự báo có cơ sở và thành tích đạt được luôn gần khớp với dự báo đó." _Trích Tin nhanh Việt Nam ra thế giới.[8].
- "Do tính hay phát biểu xởi lởi nên đôi lần ông Nguyễn Hồng Minh đã gặp phải "tai nạn". Lần đầu là sau Thế vận hội Athens về, một phát biểu gây sốc của ông về việc không đạt huy chương của thể thao Việt Nam đã không được sự đồng tình của dư luận. Lần khác là sau SEA Games 23, ông "bênh vực" ông Lê Thế Thọ là phó đoàn Thể thao Việt Nam trên một tờ báo khi ông này sai phạm rành rành tại Bacolod nên đã bị công kích. Ngoài ra có lẽ do thiếu thông tin từ Liên đoàn bóng đá Việt Nam hay vì một lý do gì khác mà ông phát biểu chưa hoàn toàn đồng tình với việc cử đội bóng đá nam đi ASIAD Doha, trong khi thực tế đội nam đã chơi tốt hơn rất nhiều so với đội nữ"_Trích Báo Thể thao Việt Nam.
- "Là người rất dễ gần gũi, lúc nào trông ông cũng lạc quan, yêu đời. Hỏi gì ông cũng sẵn sàng trả lời một cách đầy đủ và thắc mắc gì đều được ông giải thích cặn kẽ. Ông luôn sâu sát từng đội tuyển, luôn có những động viên kịp thời và luôn hòa mình với từng pha biểu diễn thi đấu của vận động viên."_Trích Báo Thể thao Việt Nam.

## Câu nói
- "Trước đây khi còn ở ngành, tôi hay bị trách là người hay nói, hay chỉ ra những cái không có lợi cho ngành. Tôi bị ghét vì hay góp ý, hay nói vào sự thật để cùng nhau tìm biện pháp tháo gỡ và khắc phục. Có khi tôi góp ý với tư cách là cấp dưới, cũng có khi tôi góp ý với tư cách một người anh, một người bạn vì làm thể thao chỉ một ngày bạn dừng lại vỗ tay và "sướng" với huy chương, với thành tích là bạn có thể bị qua mặt."[9].
- "Một trong những điểm yếu lớn nhất của thể thao VN hiện nay là chính đội ngũ quản lý. Mà điểm yếu lớn nhất của đội ngũ quản lý là thiếu dũng khí, không có tinh thần dám làm dám chịu. Và trong thể thao, thiếu điều đó thì không thể thành công"[10]
- "Nước chủ nhà luôn có nhiều lợi thế để xếp hạng cao, nhưng trong thi đấu không tránh khỏi sự phân phối huy chương"..[11]
- "Thể thao Việt Nam dù có tiến bộ mạnh mẽ trong thời gian qua nhưng vẫn còn nhiều bất cập và yếu kém lắm. Mình chỉ hy vọng rằng với sự quan tâm, chỉ đạo sát sao của Chính phủ, những người làm thể thao hãy mạnh dạn và đoàn kết nỗ lực hơn vì cái chung để bộ mặt thể thao nước nhà nhanh chóng có sự thay đổi mạnh mẽ hơn nữa và sẽ mạnh hơn rất nhiều trong một tương lai gần...".